# 251 Dywizja Strzelecka (ZSRR)
251 Dywizja Strzelecka (ros. 251-я стрелковая дивизия) – związek taktyczny (dywizja) Armii Czerwonej.
Sformowana w 1941 roku w Kołomnie, w związku z niemiecką agresją na ZSRR, złożona z członków WKP (b) oraz Komsomołu. Broniła przed faszystowskim najeźdźcą Smoleńska i Moskwy, walczyła pod Rżewem, w 1944 wyzwoliła Witebsk. Wojnę zakończyła w Polsce.